# Reggenza di Bojonegoro
La reggenza di Bojonegoro (in indonesiano: Kabupaten Bojonegoro) è una reggenza dell'Indonesia, situata nella provincia di Giava Orientale.